# Kenzaburō Ōe
Kenzaburō Ōe (大江 健三郎?) (Uchiko, 31 de enero de 1935-Tokio, 3 de marzo de 2023) fue un escritor japonés, y una figura importante de la literatura japonesa contemporánea. Sus novelas, cuentos y ensayos, fuertemente influenciados por la literatura y la teoría literaria francesa y estadounidense, abordan cuestiones políticas, sociales y filosóficas, incluidas las armas nucleares, la energía nuclear, el inconformismo social y el existencialismo. Ōe recibió el Premio Nobel de Literatura en 1994 por crear "un mundo imaginado, donde la vida y el mito se condensan para formar una imagen desconcertante de la situación humana actual".

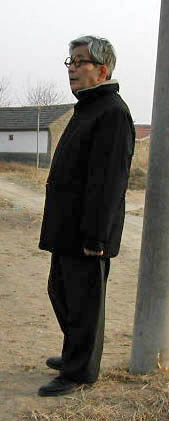
Kenzaburō Ōe, en el 2005.

Su hijo, Hikari Ōe, nació con una malformación que, al ser intervenida, le produjo una discapacidad mental irreversible. Esta situación está presente en las obras del autor.

## Biografía
Kenzaburō Ōe nació el 31 de enero de 1935 en la localidad de Ose, que en la actualidad forma parte de Uchiko, en la prefectura de Ehime, en la isla de Shikoku, donde pasó su infancia y adolescencia. Fue el tercero de cinco hijos en su familia. Su padre trabajaba produciendo parte de la materia prima con la que se producían los billetes de yenes japoneses, y murió en la guerra del Pacífico cuando el futuro escritor tenía nueve años.
Asistió a la primaria en Matsuyama, al norte de Shikoku. El balbuceo de Kenzaburō provocó que se refugiara en la lectura desde temprana edad. Por otro lado, su abuela le narró mitos e historia del folclore local, alimentando aún más el interés por la literatura en el pequeño. El clan Ōe habría sido por muchos años responsable de mantener viva la historia de la región por tradición oral.
En 1954, Ōe dejó la isla de Shikoku por primera vez para inscribirse en la Universidad de Tokio, donde realizó estudios en letras francesas bajo la tutoría del profesor especialista en François Rabelais, Kazuo Watanabe. Basó su tesis en los trabajos de Jean-Paul Sartre.
En 1958, terminó su primera novela, Arrancad las semillas, fusilad a los niños, en la cual narra la historia de un grupo de jóvenes que toma el control de un pueblo abandonado.
Ese mismo año recibió el Premio Akutagawa, otorgado a las jóvenes promesas de la literatura japonesa, por su novela La presa, en la que narra sus vivencias infantiles. Para el final de sus estudios, en 1959, había terminado veintidós cuentos cortos. También en 1959, editó su segunda novela, Our Era. En la misma época, visitó Europa y conoció a Jean-Paul Sartre.
En 1960, contrajo matrimonio con la cineasta Itami Yukari, hermana del director Itami Jūzō.
El asesinato de un dirigente del Partido Socialista Japonés, Inejiro Asanuma, el 12 de octubre de ese mismo año, lo inspiró  para crear Seventeen y The Death of a Political Youth, ambas historias publicadas en 1961. Esta última obra fue duramente criticada por la extrema derecha japonesa, por su descripción del atacante Yamaguchi Otoya, un militante conservador de diecisiete años. Esto provocó que el libro no fuera reeditado ni traducido. Asimismo, el autor y el editor de la novela recibieron amenazas de muerte después de su publicación.
En 1963 nació su hijo Hikari (luz), discapacitado por una hidrocefalia y con diagnóstico de autismo. Este acontecimiento se convirtió en el eje principal de su vida y de su obra. Sus títulos más importantes, como Una cuestión personal, Dinos cómo sobrevivir a nuestra locura o El grito silencioso, giran, en mayor o menor medida, en torno al tema de su hijo, como también ¡Despertad, oh jóvenes de la nueva era!
Entre marzo y julio de 1976 pasó una temporada en México, invitado por el erudito en culturas orientales Óscar Montes para desempeñarse en El Colegio de México como profesor visitante del Centro de Estudios de Asia y África. Ya que no conocía ni el español ni el inglés, los cursos de Ōe en este país se impartieron en japonés y fueron traducidos por Montes al español.
Buena parte de su obra no se puede entender sin los efectos de la Segunda Guerra Mundial en Japón y la modernización de este.
En agosto de 1994, se convirtió en el segundo japonés en recibir el Premio Nobel por el conjunto de su obra literaria.
Más tarde, fue galardonado con la medalla a la Legión de Honor francesa el 22 de mayo de 2002.

### Influencia de Hikari
Ōe atribuyó a su hijo Hikari la influencia en su carrera literaria. Ōe intentó dar a su hijo una "voz" a través de su escritura. Varios de los libros de Ōe incluyen un personaje basado en su hijo.
En el libro de Ōe de 1964, A Personal Matter, el escritor describe el trauma psicológico que supuso aceptar en su vida a su hijo con daño cerebral. Hikari ocupa un lugar destacado en muchos de los libros seleccionados para ser elogiados por el comité del Nobel, y su vida es el núcleo del primer libro publicado después de que Ōe recibiera el Premio Nobel. El libro de 1996, Una familia que se cura, es un libro de memorias escrito como una colección de ensayos.
Hikari ejerció una gran influencia en Padre, ¿adónde vas?, Enséñanos a superar nuestra locura y El día en que él mismo borre mis lágrimas, tres novelas que retoman la misma premisa: el padre de un hijo discapacitado intenta recrear la vida de su propio padre, que se encerró en sí mismo y murió. La ignorancia del protagonista sobre su padre se compara con la incapacidad de su hijo para comprenderle; la falta de información sobre la historia de su padre hace que la tarea sea imposible de completar, pero capaz de una repetición interminable, y, "la repetición se convierte en el tejido de las historias".: 61 

### 2006 a 2008
En 2005, dos militares japoneses retirados demandaron a Ōe por difamación por su libro de ensayos de 1970, Okinawa Notes, en el que había escrito que miembros del ejército japonés habían coaccionado a masas de civiles de Okinawa para que se suicidaran durante la Invasión aliada de la isla en 1945. En marzo de 2008, el Tribunal de Distrito de Osaka Tribunal de Distrito desestimó todos los cargos contra Ōe. En esta sentencia, el juez Toshimasa Fukami declaró: "Los militares estuvieron profundamente implicados en los suicidios en masa". En una rueda de prensa posterior al juicio, Ōe declaró: "El juez leyó con precisión mis escritos" 
Ōe no escribió mucho durante los casi dos años (2006-2008) que duró su proceso por difamación. Empezó a escribir una nueva novela que, según The New York Times, contaría con un personaje "basado en su padre", un firme partidario del sistema imperial que murió ahogado en una inundación durante la Segunda Guerra Mundial. Muerte por agua se publicó en 2009.

### 2013
Bannen Yoshikishu, su última novela, es la sexta de una serie protagonizada por Kogito Choko, que puede considerarse el alter ego literario de Ōe. La novela es también, en cierto sentido, la culminación de las novelas del yo que Ōe siguió escribiendo desde que su hijo nació con discapacidad mental en 1963. En la novela, Choko pierde el interés por la novela que había estado escribiendo cuando el terremoto y tsunami de Japón de 2011 y el tsunami asolaron la región de Tohoku el 11 de marzo de 2011. En su lugar, comienza a escribir sobre una época de catástrofes, así como sobre el hecho de que él mismo se acercaba a los 70 años.

## Activismo
Ōe criticó abiertamente el tratado de seguridad entre Estados Unidos y Japón, que permitía a la nación norteamericana instalar bases militares en terreno nipón, entre otros aspectos. Por un tiempo, se le relacionó con el dirigente chino Mao Zedong, hasta que rompió lazos con él debido a su política militar.
En el 2004 participó en la fundación de la Asociación pro Artículo 9, grupo pacifista que defiende la vigencia del artículo de la constitución de Japón por el que el país renuncia explícitamente a la guerra.
En el 2011, luego del accidente nuclear de Fukushima, Ōe solicitó al entonces primer ministro Yoshihiko Noda la interrupción de todas las actividades nucleares en el país. De la misma forma, se manifestó en público contra el uso de esta fuente de energía.

## Vida personal y muerte
Ōe se casó en febrero de 1960. Su esposa, Yukari, era hija del director de cine Mansaku Itami y hermana del director de cine Juzo Itami. Ese mismo año conoció a Mao Zedong en un viaje a China. Al año siguiente también viajó a Rusia y Europa, donde visitó a Sartre en París.
Ōe vivió en Tokio y tuvo tres hijos. En 1963, su hijo mayor, Hikari, nació con una Hernia cerebral. Ōe luchó inicialmente por aceptar la condición de su hijo, que requería una cirugía que le dejaría con problemas de aprendizaje de por vida.  Hikari vivió con Kenzaburō y Yukari hasta la mediana edad, y a menudo componía música en la misma habitación donde su padre escribía.
Ōe falleció el 3 de marzo de 2023, a la edad de 88 años.

## Obras
- La presa (Shiiku, 1958)[25]
- Arrancad las semillas, fusilad a los niños (1958)[25]
- Una cuestión personal (個人的な体験, Kojintekina taiken, 1964)[25]
- Cuadernos de Hiroshima (1965)[25]
- El grito silencioso (1967)
- Dinos cómo sobrevivir a nuestra locura (1969)
- Las aguas han invadido mi alma (1973)
- Juegos contemporáneos (1979)
- ¡Despertad, oh jóvenes de la nueva era!  (1983)
- M/T y la historia de las maravillas del bosque (1986)
- Cartas a los años de nostalgia (1987)
- La torre de tratamiento (1990)
- Un amor especial (1998)
- Salto mortal (宙返り Chūgaeri, 1999)
- Renacimiento ( Torikaeko, 2000)[25]
- ¡Adiós, libros míos! (2005)
- La bella Annabel Lee (2007)
- Muerte por agua (2009)
- In Late Style (晩年様式集, 2013)

## Ediciones en español
- La presa. Barcelona: Editorial Anagrama. 1994. ISBN 9788433906670.
- El grito silencioso. Barcelona: Editorial Anagrama. 1995. ISBN 9788433906755.
- Cartas a los años de nostalgia (Natsukashii toshi e no tegami, trad.). Barcelona: Editorial Anagrama. 1997. ISBN 9788433908445.
- Un amor especial : vivir en familia con un hijo disminuido (Jordi Fibla, trad.). Barcelona: Martínez Roca. 1998. ISBN 9788427023352. Versión original en inglés: traducida por Stephen Snyder
- Una cuestión personal (Roberto Fernández Sastre, trad.). Barcelona: Editorial Anagrama. 1999. ISBN 9788433966193. Traducido del inglés
- Dinos cómo sobrevivir a nuestra locura (3ª edición). Barcelona: Editorial Anagrama. 2000. ISBN 9788433906854.
- Arrancad las semillas fusilad a los niños (Miguel Wandenbergh, trad.). Barcelona: Editorial Anagrama. 2002. ISBN 9788433908926.
- Salto mortal (Fernando Rodríguez-Izquierdo Gavala, trad.). Barcelona: Seix Barral. 2004. ISBN 9788432227547.
- ¡Despertad, oh jóvenes de la nueva era! (Ricardo Ogata, trad.). Barcelona: Seix Barral. 2005. ISBN 9788432227998.
- M/T y la historia de las maravillas del bosque (Ricardo Ogata, trad.). Barcelona: Seix Barral. 2007. ISBN 9788432228193.
- Renacimiento. Barcelona: Seix Barral. 2009. ISBN 9788432228353.
- Cuadernos de Hiroshima. Barcelona: Editorial Anagrama. 2011. ISBN 9788433963291.
- ¡Adiós, libros mios! (Ryukichi Terao, trad.). Barcelona: Seix Barral. 2014. ISBN 9788432221293.
- Muerte por agua (Terao Ryukichi y Ednodio Quintero, trads.). Barcelona: Seix Barral. 2014. ISBN 9788432224041.
- La bella Annabel Lee (Terao Ryukichi y Ednodio Quintero, trads.). Barcelona: Seix Barral. 2016. ISBN 9789584255228.

## Premios
- 1958: Premio Akutagawa, por La Presa.[25]
- 1994: Premio Nobel de Literatura.[8]
- 2002: Legión de Honor francesa.[26]